# Sędziszów
Sędziszów est une ville de Pologne, située dans le sud du pays, dans la voïvodie de Sainte-Croix. Elle est le siège de la gmina de Sędziszów, dans le powiat de Jędrzejów.